# 백찬희
백찬희(白讚僖, 1995년 11월 8일 ~ )는 대한민국의 바둑 기사이다.

## 약력
7세에 양주 명인바둑교실으로 바둑에 입문했으며, 충암도장에서 바둑을 배웠다. 아마추어 시절, 2010년 조남철국수배 중고등부에서 우수상을 차지했고, 2011년 세계청소년바둑대회 고등부에서 우승했다. 2012년 제4회 비씨카드배 아마대표로 선발되었다. 2013년 제132회 일반 입단대회를 통해 입단했다. 2015년 2단을 거쳐 2017년 3단으로 승단했다. 2018년 제23회 GS칼텍스배 본선에 진출했다. 2020년 4단을 거쳐 2021년 5단으로 승단했다.